# آب‌انبار مرادی
آب‌انبارمرادی مربوط به دوره قاجار است و در رفسنجان، خیابان بهشتی، جنب موزه مردم‌شناسی واقع شده و این اثر در تاریخ ۲۴ اسفند ۱۳۸۳ با شمارهٔ ثبت ۱۱۳۹۲ به‌عنوان یکی از آثار ملی ایران به ثبت رسیده‌است.